# 幼児バッカスをニンフに預けるメルクリウス
『幼児バッカスをニンフに預けるメルクリウス』(ようじバッカスをニンフにあずけるメルクリウス、露: Меркурий передает Вакха нимфам на воспитание、英: Mercury Takes Bacchus to be Brought up by Nymphs) は、17世紀のフランスの画家ローラン・ド・ラ・イールが1638年にキャンバス上に油彩で制作した絵画である。主題は、オウィディウスの『変身物語』から採られている。元来、ピエール・クロザのコレクションにあったが、1772年にロシアのエカチェリーナ2世に購入された。現在、作品はサンクトペテルブルクのエルミタージュ美術館に所蔵されている。

## 作品
ローラン・ド・ラ・イールは同時代の主要なフランスの画家たちと異なり、生涯イタリアに行くことはなかった。しかし、当時フランスに流入していたヴェネツィア派の影響を受け、構図や光の扱い方を学んだ。ラ・イールの作品を特徴づけるのは、画面を満たす清澄な光および繊細極まりない線と色彩である。彼は、古代建築のモティーフを風景の中に散りばめた神話画や宗教画を数多く残した。そのいずれにも、優しく女性的な画家の感受性がうかがわれるが、本作は画家のそうした特徴がはっきりと示された作品の1つである。
この絵画は、17世紀に好んで採りあげられたオウィディウスの『変身物語』を出典としている。バッカスは、全能の神ユーピテルとテーベの女王セメレーの息子であった。セメレーはユーピテルの真の姿を見たいと願ったため、彼は彼女のもとに稲妻として現れる。しかし、彼女は稲妻の炎で焼かれ、妊娠していた息子バッカスを早産してしまう。そこでユーピテルはバッカスを自身の太腿に縫い込み、やがて彼を産んだ。ユーピテルは、メルクリウスにバッカスをニンフたちのもとへ連れていき、育ててもらうよう命じる。画面に描かれているのは、メルクリウスがニンフたちを訪れる瞬間である。
画面に見られる人物像の柔らかい造形、暖かい金色の光の描写、ベルベットのような陰はヴェネツィア派の影響を示唆する。しかし、同時に明快で均衡のとれた構図は、フランスの古典主義絵画にもはっきりと影響を受けている。かくして、ラ・イールは2つの流派の特質を結びつけ、個性的な様式を作り上げている。